# Vendsyssel Historiske Museum
Vendsyssel Historiske Museum är ett danskt kulturhistoriskt museum i Hjørring på Nordjylland.
Museet instiftades 1889 på initiativ av tandläkaren och arkeologen Jørgen Jacob Lønborg Friis (1852–1912), som också var dess förste chef.
Vedsyssels Historiske Museum har sedan 1974 drivits i form av en "selvejende institution med statsanerkendelse som kulturhistorisk museum", vilken finansiellt stöttas av staten, regionen och kommunen.
Den nuvarande huvudbyggnaden togs i bruk 1900. År 1928 återuppbyggdes den äldsta delen av den gamla prästgården i Sindal, byggd 1678, på museumstomten. Också Hjørrings gamla prostgård på Vestergade tillhör museet sedan 1941.

## Filialmuseer
- "Landskabs- og Landbruksmuseet" i Mosbjerg (57°30′16″N 10°17′57″Ö / 57.50444°N 10.29917°Ö)
- "Hirtshals Museum" i ett tidigare fiskarebostadshus från 1890 (57°35′21″N 9°57′35″Ö / 57.58917°N 9.95972°Ö)
- "Bunkermuseet – 10. Batteri" vid Hirtshals fyr (57°35′00″N 9°56′15″Ö / 57.58333°N 9.93750°Ö)
- "Tornby Skudehandel" i Skudehandlerpakhus i Tornby (57°33′35″N 9°55′01″Ö / 57.55972°N 9.91694°Ö)
- "Strandfogedgården" i Rubjerg (2007–2019) (57°26′14″N 9°46′40″Ö / 57.43722°N 9.77778°Ö)

## Bildgalleri

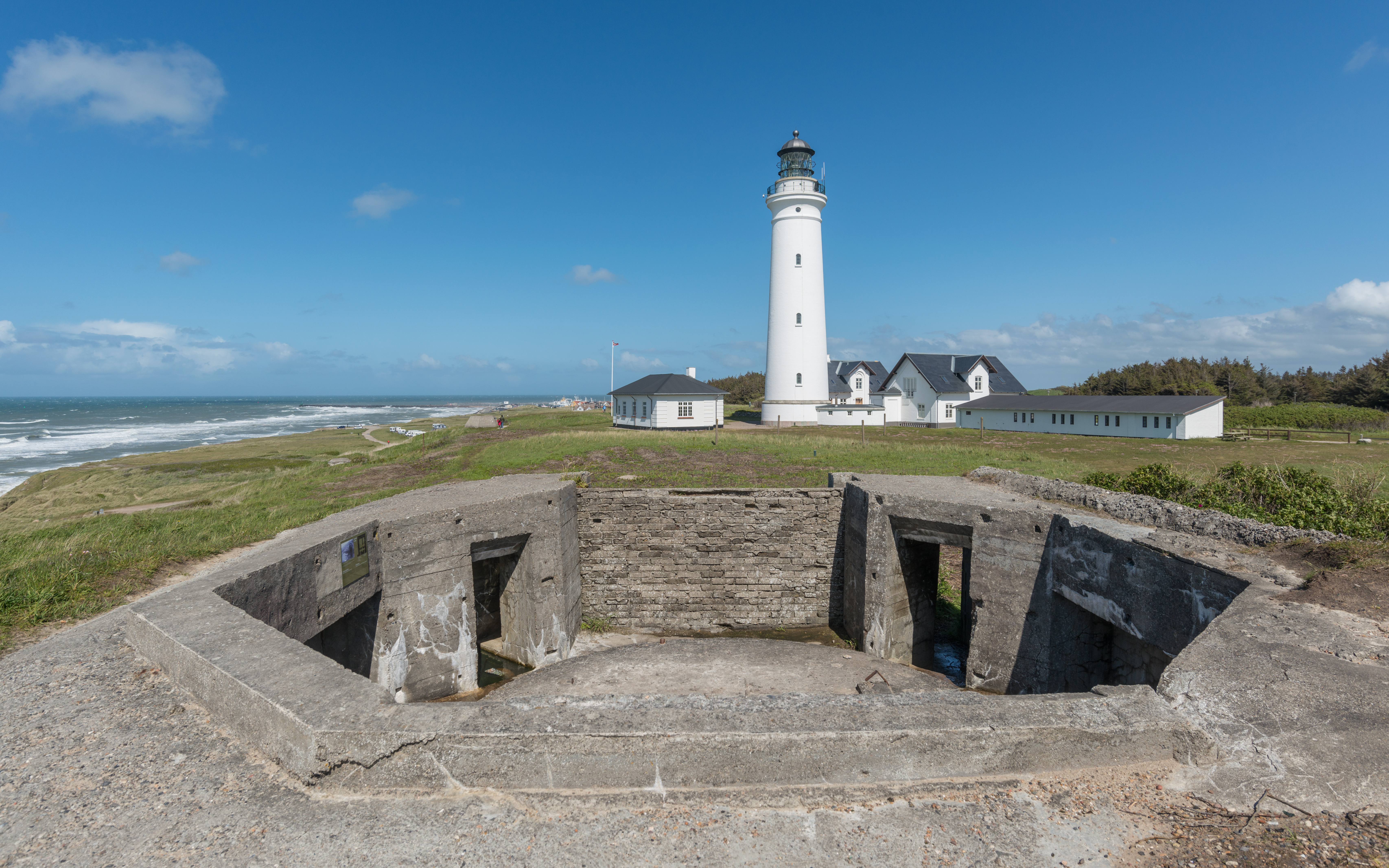
Bunker i Bunkermuseet med Hirtshals fyr
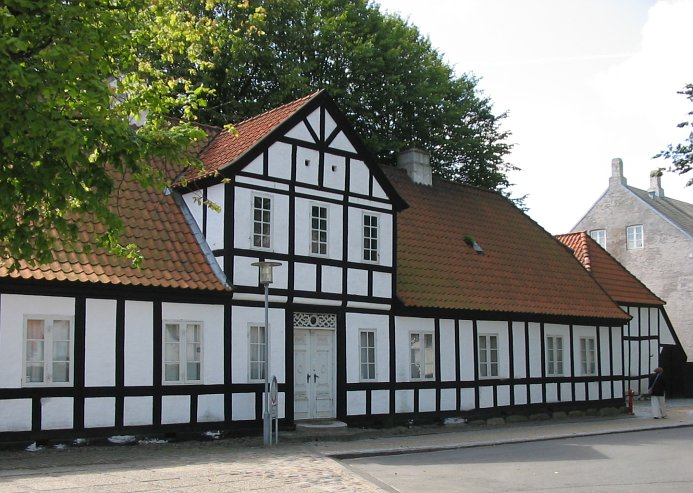
Hjørrings gamla prostgård, Vestergade 1